# سطح عملیاتی جنگ

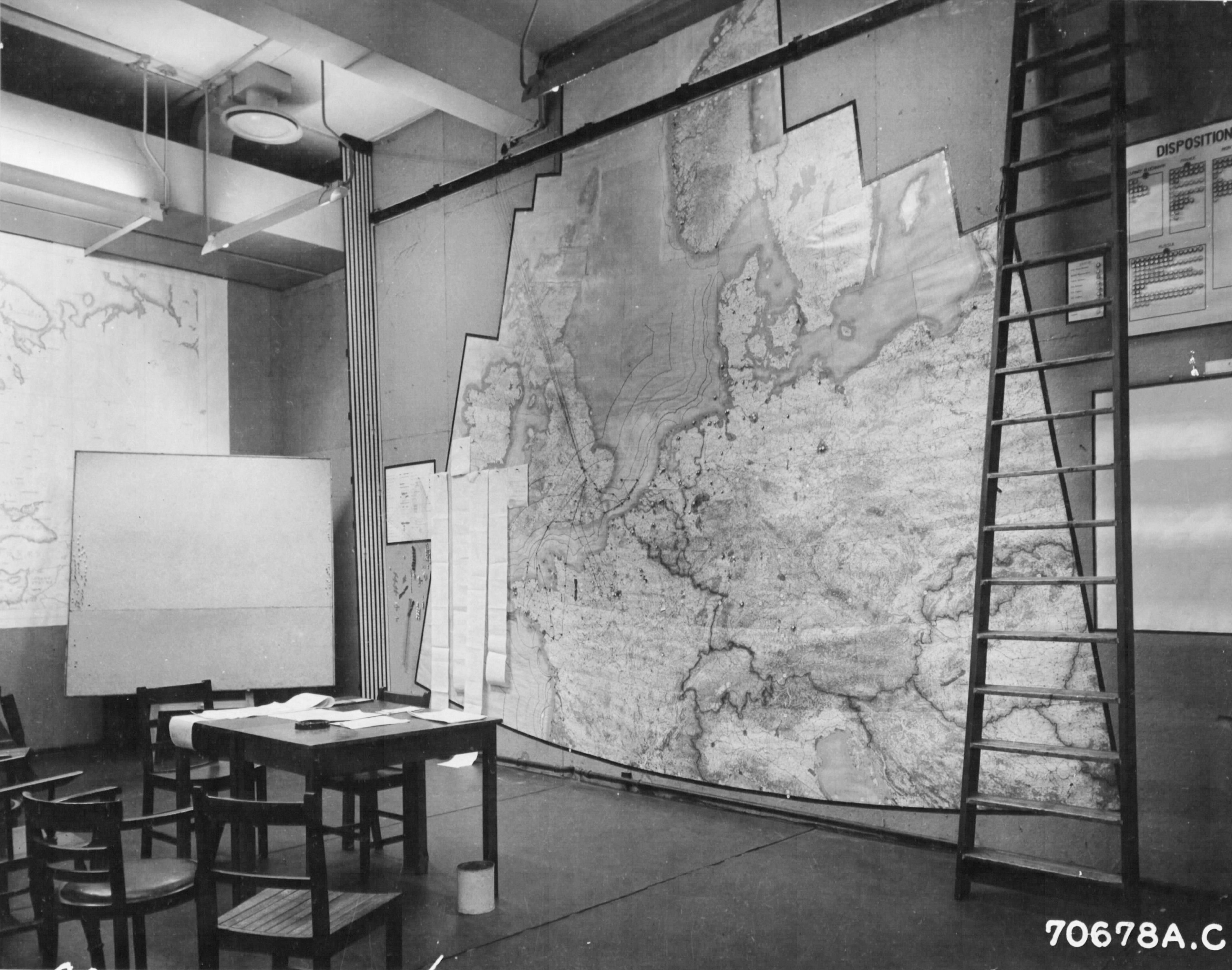
نقشه برنامه‌ریزی عملیاتی جنگ جهانی دوم در اتاق جنگ لشکر اول هوایی (بخشی از نیروی هوایی هشتم) در برامپتون گرینج.

سطح عملیاتی جنگ (انگلیسی: Operational level of war) هنر عملیاتی یا جنگ عملیاتی نشان دهنده سطحی از فرماندهی است که جزئیات تاکتیک‌ها را با اهداف استراتژی مرتبط می‌کند. در دکترین مشترک نظامی ایالات متحده، هنر عملیاتی «رویکرد شناختی فرماندهان و ستادها با پشتیبانی مهارت، دانش، تجربه، خلاقیت و قضاوت آنها، جهت توسعه استراتژی‌ها، کمپین‌ها و عملیات‌ها برای سازماندهی و بکارگیری نیروهای نظامی با ادغام اهداف، روش‌ها و ابزارها» تعریف می‌شود. این سطح، الزامات سیاسی را با قدرت نظامی مرتبط می‌کند. هنر عملیاتی با دامنه نظامی-سیاسی آن تعریف می‌شود، نه با اندازه نیرو، مقیاس عملیات یا میزان تلاش. به همین ترتیب، هنر عملیاتی نظریه و مهارت‌ها را ارائه می‌دهد و سطح عملیاتی، ساختار و فرایند دکترین را ممکن می‌سازد.
سطح عملیاتی جنگ با چهار عنصر اساسی مرتبط است: زمان، فضا، ابزار و هدف. هنر عملیاتی از طریق ابزارهایی مانند هدایت نیروها و تخصیص منابع (محدود) با تولید و به‌کارگیری بهینه (یا حداقل نزدیک به بهینه) قدرت نظامی، در پی دستیابی به اهداف سیاسی است. به عنوان مثال، ممکن است پیشنهادهایی برای شناسایی محل ساخت سازه‌های دفاعی، نوع و تعداد نیروها ارائه شود؛ یک پیشنهاد ممکن است پذیرفته یا اصلاح شود. در طول قرن بیستم، حوزه نوپای تحقیق در عملیات در نتیجه تلاش‌های نظامی برای بهبود لجستیک و تصمیم‌گیری شکوفا شد.
سطح عملیاتی جنگ بین تاکتیک‌ها (که شامل سازماندهی و به‌کارگیری نیروهای رزمی در میدان نبرد یا نزدیک آن است) و استراتژی (که شامل جنبه‌هایی از عملیات‌های بلندمدت و سطح بالا در صحنه نبرد و رهبری دولت است) قرار می‌گیرد.
اتحاد جماهیر شوروی اولین کشوری بود که بطور رسمی این سطح سوم تفکر نظامی را که به‌عنوان بخشی از نظریه نظامی عملیات در عمق معرفی شد و نیروهای مسلح شوروی در دهه‌های ۱۹۲۰ و ۱۹۳۰ آن را توسعه داده و در طول جنگ جهانی دوم مورد استفاده قرار دادند، متمایز کرد.